# Scheuthauer Gusztáv
Scheuthauer Gusztáv (Tőketerebes (Zemplén vármegye), 1832. március 11. – Budapest, 1894. január 28.) orvostanár, kórboncnok, orvosi szakíró.

## Élete
Gimnáziumi tanulmányainak befejezése után Benedek-rendi papnövendék lett, ám alig egy év múlva kilépett, és a Bécsi Egyetemre járt, ahol 1861-ben szerzett orvosi diplomát. 1860-ban Karl von Rokitansky második, 1865-ben pedig első segédorvosa lett. Ebben az időben az élet- és kórszövettanból tartott magánelőadásokat; az 1860-as évek végén pedig magántanári képesítésért folyamodott a bécsi egyetemen, amit a szóbeli értekezés elengedésével meg is kapott. 1870-ben a brünni országos közkórház boncorvosává nevezték ki; de ezen minőségében nem működött sokáig, mert előkelő magyarországi ismerőseinek biztatására még ugyanazon évben kérvényt nyújtott be Eötvös József báró, akkori vallás- és közoktatásügyi miniszterhez, melyben szolgálatát hazájának felajánlja, és rendkívüli tanárrá kineveztetését kéri. A pesti egyetem orvosi karának ajánló felterjesztésére 1870-ben csakugyan ki is nevezték a kórszövettan rendkívüli tanárává. 1871-ben a Szent Rókus Kórház boncorvosa és egyúttal törvényszéki boncnok is lett. 1873-ban Arányi Lajos György nyugdíjazásakor a kórbonctani tanszék vezetőjének helyettesítésével bizták meg, alig egy év múlva pedig a kórbonctan rendes tanára lett. Magyar és német nyelvű szaklapokban számos értekezése jelent meg. Emlékezetes a tiszaeszlári perben való szereplése.

## Írásai
- Cikkei az Allgem. Wiener Mediz. Zeitungban (1865. Janiceps asymmetros, Gastrodidymus exomphalus, Vaginalcysten und Tubrovarialcysten, Tumor cavernosus, Hirnhautverknöcherung; Verjauchen, den Uterus durchbrechender Polyp; 1871
- Combination rudimentärer Schlüsselbeine mit Anomalien des Schädels beim erwachsenen Menschen, 1877
- Echinococcus multilocularis); a Wochenblatt der k. k. Gesellsch. der Aerzteben (Wien, 1867. Zunahme der Taenia medio canellata, Abnahme der Taenia solium in Wien, Feststellung eines von einem Kinde in Salzburg abgegangenen Bandwurmes als Taenia ellyptica, Ursachen der Drehung der Ovarialcysten); az Ausweis des k. k. allg. Krankenhauses für die Jahre 1864–1867. c. munkában (Resultate der im Leichenhofe des k. k. allgem. Krankenhauses in Wien vorenommenen Obductionen); az Orvosi Hetilapban (1873–74. Adatok a Cyclops fejlődéséhez, (társszerző: Grosswald Ágoston)
- Tumor fibroplasticus Leberti, Utasítás a törvényszéki boncznokok számára, Adatok a kórboncztan casuisticájához, A természettudományok viszonya a bölcsészethez, különös tekintettel az agyboncztan újabb vívmányaira, Ünnepi beszéd a budapesti kir. orvosegyletben; 1883
- Aphorismák a nyíregyházi végtárgyalás orvosi része fölött); a Pester mediz.-chirurgische Presseben (1871–72. Aus den Vorträgen des Prof. Sch. über pathologische Anatomie, 1874
- Eine neue Theorie der Doppelmissbildungen, 1877
- Ein Fall von Hermaphroditismus spurius); az Archiv für Kinderheilkundeban (1878. Käsig zerfallende Heerde in der Leber eines 4-jährigen Knaben, bewirkt durch Spulwürmer der Lebergallengänge); a Virchow Archivjában (1881. Bd. 85. Beiträg zur Erklärung des Papyrus Ebers, des hermetischen Buches über die Arzneimittel der alten Aegypter); a Magyar orvosi Archivumban (1893. Lefűződött tüdődarabból fejlődött daganat)
- Mint az Eulenburg-féle «Real-Encyclopaedie der Heilkunde» munkatársa írta ebbe a Macrocephalia, Microcephalia, Gliom, Neurom, Neubildung, Perlgeschwülst c. cikkeket
- Mint a Biogr. Lexikon der hervorragenden Aerzte aller Zeiten und Völker munkatársa írta a magyar orvosokról és orvostanárokról szóló részt.

## Munkái
- Bericht über die Ergebnisse der Leichenuntersuchungen, welche an der von Hofrath Prof. C. Rokitansky geleiteten pathologisch-anatomischen Anstalt im Jahre 1864 angestellt wurden. Bécs, 1865
- Elméleti kórboncztan. Előadásai után kiadja Fodor János. Bpest, 1878 (kőnyomat)
- Emlékbeszéd Rokitansky felett a budapesti kir. orvosegyletben. uo., 1879
- Der Germanicus des Lonore ein Archimedes. Bécs és Lipcse, 1881
- Elméleti kórboncztan, egyetemi előadásai nyomán jegyzette Rothmann. Bpest, 1882, két rész (kőnyomat)